# Paul Atkinson Jr.
Paul Atkinson Jr. (27 maart 1999) is een Amerikaans basketballer.

## Carrière
Atkinson speelde collegebasketbal voor de Yale Bulldogs van 2017 tot 2020. In 2020 stelde hij zich kandidaat voor de NBA draft maar trok zich later terug. Hij speelde daarna na een jaar te hebben uitgezeten voor de Notre Dame Fighting Irish. In 2022 werd hij niet gekozen in de NBA draft en tekende zijn eerste profcontract bij Atomerőmű SE in de Hongaarse competitie. In de zomer van 2023 tekende hij bij de Kortrijk Spurs dat net gepromoveerd was.